# ووبوزف گورنه
ووبوزف گورنه (به لاتین: Łobozew Górny) یک روستا در لهستان است که در گمینا اوستژکی دولنه واقع شده‌است.